# Telipogon immaculatus
Telipogon immaculatus är en orkidéart som beskrevs av Eric Alston Christenson. Telipogon immaculatus ingår i släktet Telipogon och familjen orkidéer.
Artens utbredningsområde är Ecuador. Inga underarter finns listade i Catalogue of Life.